# Avro 557 Ava
L'Avro 557 Ava est un avion bombardier-torpilleur britannique de l'Entre-deux-guerres. 

## Origine
La spécification 16/22 du ministère de l’Air britannique portait sur un appareil de torpillage à très longue distance, basé à terre, pouvant emporter soit une torpille de 533 mm de diamètre, un projectile de 910 kg que l’on croyait capable de venir à bout des blindages les plus épais, soit une charge équivalente de bombes. Blackburn Aircraft et A.V.Roe and Co répondirent, les deux constructeurs proposant chacun un monomoteur équipé du moteur 16 cylindres en V Napier Cub (en), moteur de 1 000 ch qui effectua son premier vol sur un Avro Aldershot en décembre 1922. Les projets Avro 556 et Blackburn T.4 Cubaroo (en) ne se distinguant guère, Roy Chadwick dessina un bimoteur équipé de deux Rolls-Royce Condor qui fut retenu et dont deux prototypes furent commandés. Assemblé en secret à Hamble, le premier prototype prit l’air courant 1924.

## Description
L'Avro Ava se présentait comme un biplan à ailes égales non décalées. La partie centrale de voilure, comprenant les bâti-moteurs, était droite et sans dièdre, les plans externes, affectés d’une légère flèche et d’un dièdre, repliables le long du fuselage pour faciliter le logement d’un appareil de cette taille dans un hangar. Biplan, l’empennage comportait initialement trois dérives. La surface verticale centrale fut supprimée durant les essais. De section rectangulaire, le fuselage était très profond et aménagé sur deux niveaux comme l’Aldershot. On trouvait au pont supérieur et d’avant en arrière un mitrailleur, deux pilotes installés côte à côte dans un poste ouvert équipé d’une double commande en avant de la voilure, un mitrailleur dorsal au centre du fuselage. Dans le vaste poste d’équipage situé dans le fuselage officiait un navigateur qui devait également faire fonction de bombardier et de mitrailleur ventral, une gondole escamotable étant à sa disposition sous le fuselage, gondole permettant également à l’équipage d’accéder à l’appareil. Le bimoteur reposait sur un train fixe à large voie, la torpille ou les bombes devant être fixées sous le fuselage.         

## Deux prototypes
- Avro 557 Ava Mk I : Premier prototype [N.171], construction en bois et revêtement entoilé. Cet appareil prit l’air durant l’été 1924[1]. Il fut présenté au public en juin 1926 durant le meeting de Hendon[2], alors même que la RAF avait déjà renoncé au programme, ayant finalement décidé de ne pas utiliser les torpilles de 533 mm.

- Avro 557 Ava Mk II : Le second prototype [N.172] fut achevé avec une structure métallique entoilée. Proposé à la RAF pour répondre au programme B19/27 portant sur un bombardier lourd, il prit l’air le 22 avril 1927, mais ne connut pas plus de succès que son prédécesseur[3].

## Sources
1. 1 2 3  Francis K. Mason 1994
2. 1 2  Flight 1er juillet 1926 p. 387
3. 1 2  A.J. Jackson 1989